# Rannaküla (Hiiumaa)
Rannaküla is een plaats in de Estlandse gemeente Hiiumaa, provincie (en eiland) Hiiumaa. De naam betekent ‘stranddorp’.
Tot in oktober 2017 lag de plaats in de gemeente Emmaste. In die maand ging Emmaste op in de fusiegemeente Hiiumaa.

## Bevolking
Het dorp had 33 inwoners op 31 december 2011 en 24 inwoners op 31 december 2021.

## Ligging
Rannaküla ligt aan de zuidkust van het eiland Hiiumaa.

## Geschiedenis
Rannaküla ontstond pas in de jaren twintig van de 20e eeuw als nederzetting op het voormalige landgoed van Emmaste. In 1977 werd het dorp bij het buurdorp Emmaste gevoegd. In 1997 werd het weer een zelfstandig dorp.

## Foto's

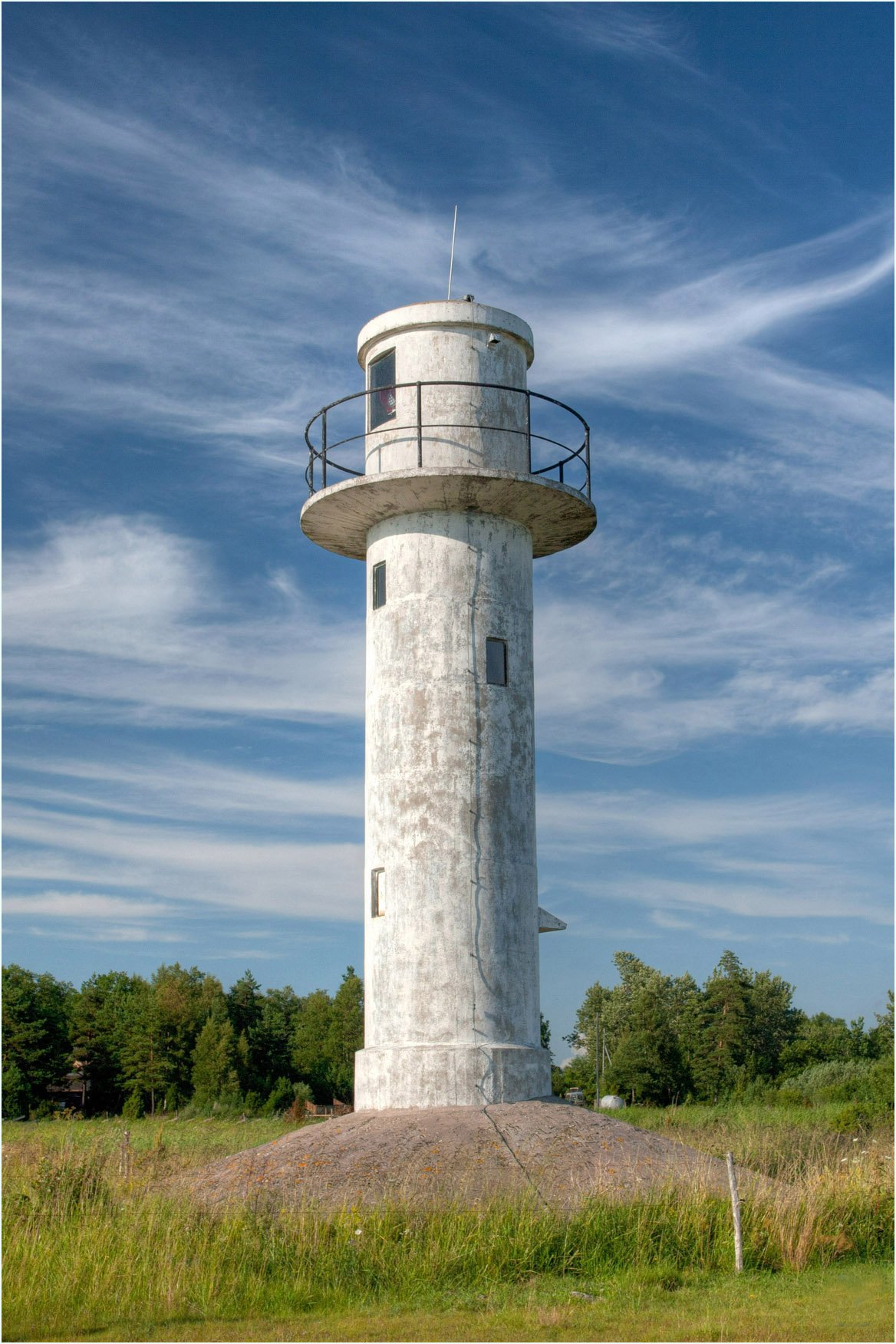
Vuurtoren aan de kust bij Rannaküla
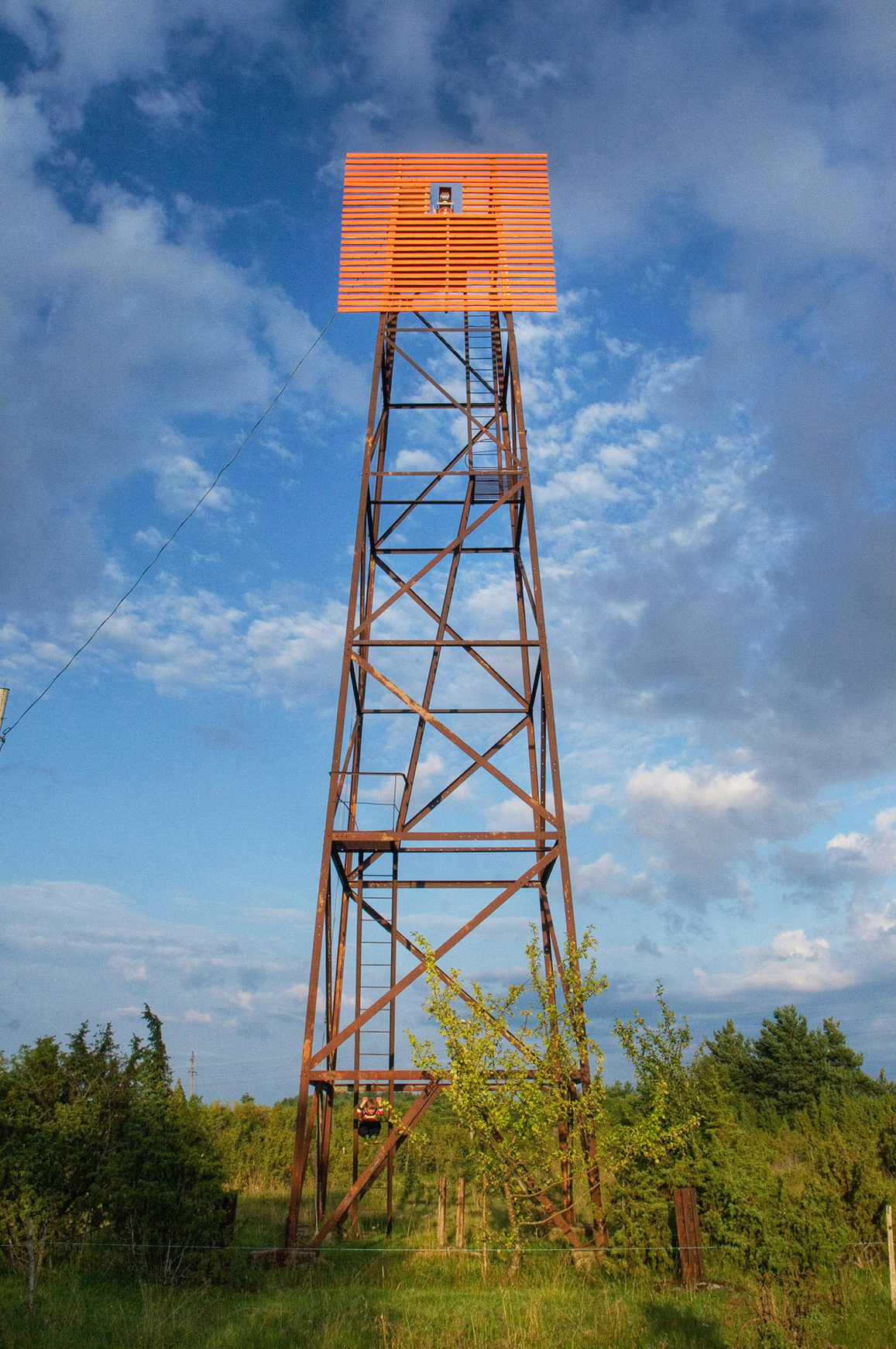
Lichtbaken aan de kust bij Rannaküla